# Такано, Ая
Ая Такано (яп. タカノ綾 Такано Ая, род. 22 декабря 1976, сайтама)  — японская художница в стиле поп-арт. Также относится к движению Superflat.

## Персональные выставки
- 2008: Galerie Emmanuel Perrotin, Париж, Франция
- 2007: «Wild dogs, hawks, owls, cats, a landfill the size of 44 and a half Tokyo Domes, the stratosphere», Galerie Emmanuel Perrotin, Майами, США
- 2006:
  - «Aya Takano», Musée d’Art Contemporain, Лион, Франция
  - «City Dog», Parco Gallery, Tokyo, Japan; Parco Gallery, Нагоя, Япония
- 2005:
  - Frieze Art Fair, Лондон, Великобритания
  - «The Far Reaches of The Universe, My Garden», Blum & Poe Gallery, Санта-Моника (Калифорния), США
- 2004:
  - «Aya Takano, a web project for Digital Gallery», Museum of Contemporary Art, Лос-Анджелес, США
  - Naoki Takizawa for Issey Miyake, 2004-5 Autumn Winter Collection, Paris, Tokyo (сотрудничество)
- 2003: Galerie Emmanuel Perrotin, Париж, Франция
- 2002: Space Ship EE, nanogalerie, Париж, Франция
- 2000: «Hot Banana Fudge», NADiff, Токио, Япония
- 1997: «SHU WA KIMASERI», shop33, Токио, Япония

### Прочие выставки
- 2007:
  - «Kawaii! Japan now», Fundation Joan Miró, Барселона, Испания
  - «The Door to Summer», Art Tower Mito, Мито, Япония
- 2006:
  - «Spank the Monkey», Baltic Centre for Contemporary Art, Gateshead, Великобритания
  - Etoile, Xavel, Inc. (Virtual department store design)
  - «Aya Takano, Chiho Aoshima, Chinatsu Ban Exhibition», Mizuho Oshiro Gallery, Кагосима, Япония
- 2005:
  - Aoi Gallery, Осака, Япония
  - «Japan Pop», Helsinki Museum of Art, Helsinki, Финляндия
  - «The Sensual Line», Museum der Moderne Salzburg, Зальцбург, Австрия
  - «Little Boy: The Arts of Japan’s Exploding Subculture», Japan Society, Нью-Йорк, США (curated by Takashi Murakami)
  - MTA Subway Poster Design, Public Art Fund and Japan Society, Нью-Йорк, США
  - «What’s Good Conference», Hong Kong Art Centre, Гонконг (Lecture), Китай
  - Galerie Emmanuel Perrotin, Париж, Франция
- 2004:
  - «T-Junction», Galerie Emmanuel Perrotin, Париж, Франция
  - «Fiction. Love: Ultra New Vision in Contemporary Art», Museum of Contemporary Art, Taipei, Тайвань
  - «Chiho Aoshima, Mr., Aya Takano», Galerie Emmanuel Perrotin at LFL Gallery, Нью-Йорк, США
  - «Tokyo Girls Bravo», Marianne Boesky Gallery, Нью-Йорк, США
- 2003:
  - «Girls Don’t Cry», Parco Gallery, Токио, Япония
  - Naoki Takizawa for Issey Miyake, Токио (collaboration), Япония
  - «Hope—The Future is in Our Hands», LaForet Harajuku, Токио, Япония
- 2002:
  - «The Japanese Experience — Inevitable», Das Museum der Moderne Salzburg, Зальцбург, Австрия
  - «Tokyo Girls Bravo 2», NADiff, Токио, Япония
  - «Chiho Aoshima, Aya Takano, Mr., Takashi Murakami», Galerie Emmanuel Perrotin, Париж, Франция
- 2001:
  - «Superflat», Museum of Contemporary Art, Los Angeles, CA; Walker Art Center, Minneapolis, MN; Henry Art Gallery, Сиэтл, США
  - Hiropon Show, White Cube Gallery, London, United Kingdom; Shinsaibashi Parco, Осака, Япония
  - Yokai Festival, Museum of Contemporary Art, Токио, Япония
- 2000: «Superflat», Parco Gallery, Токио (под кураторством Такаси Мураками), Япония
- 1999:
  - «Tokyo Girls Bravo», NADiff, Tokyo; Parco Gallery, Нагоя, Япония
  - «Hiropon Show», Parco Gallery, Нагоя, Япония
  - «Hiropon 32/80», NADiff, Токио, Япония
- 1998:
  - «Ero Pop Christmas», NADiff, Токио, Япония
  - «Hiropon Show», George’s, Лос-Аджелес, США
- 1997:
  - Hiropon Show, shop33, Tokyo; Iwataya Z-side, Фукуока, Япония
  - Hiropon Show, Manken Gallery, Канадзава, Япония